# Raja Meziane
Raja Meziane (àrab: رجاء مزيان, Rajāʾ Mziyān) (Maghnia, 1988) és una cantant, compositora, advocada i activista algeriana. Canta contra la injustícia social, la corrupció i la desigualtat i per això s'ha hagut d'exiliar d'Algèria.

## Biografia
Meziane va néixer el 1988 a Maghnia, una ciutat de la província de Tlemcen al nord-oest d'Algèria, on va créixer a la ciutat de Chouhada. El seu pare, Ahmed (H'mida), professor universitari de ciències naturals, va morir jove d'una malaltia cardíaca quan tenia vuit anys. Iniciada a la música i al teatre entre els exploradors, va gravar el seu primer àlbum de cançons infantils a l'edat de 14 anys.
El 2007, mentre era estudiant de dret a la Universitat de Tlemcen, va entrar al programa de talents Alhane wa chabab, en el qual va ser finalista. Després de publicar dos àlbums, amb algunes cançons criticant el règim, el 2013 va intentar fer una pel·lícula per la qual va escriure el guió i la música de la banda sonora. Incapaç de finançar aquest projecte, va decidir dedicar-se a la seva feina com a advocada. No obstant això, el bâtonnier d'Alger es va negar, sense cap explicació, a emetre el seu certificat de pràctica.
Després d'haver tingut èxit en l'art i la llei, el 2015 es va traslladar a la República Txeca, on va trobar un ambient propici per al desenvolupament de la seva carrera artística.
Durant l'octubre de 2019, Meziane va ser catalogada com una de les 100 dones més influents de l'any de la BBC.
«El videoclip Allo le Système! de la cantant Raja Meziane s'ha vist més de 35 milions de vegades a YouTube". «Les seves cançons anti-governamentals que aborden la injustícia social, la suposada corrupció i la desigualtat l'han vist forçada a l'exili d'Algèria». "Ara establerta a Praga, és una vocal defensora de les protestes d'Algèria el 2019, que han vist desenes de milers de joves prenent els carrers demanant el canvi".